# 中田潤 (歴史学者)
中田 潤（なかた じゅん、1965年 - ）は、日本の歴史学者。
専門は近現代ドイツ史で、特に戦間期から戦後にかけての安全保障、社会史、政治史、社会運動史に焦点を当てている。博士（歴史学）。現在、茨城大学人文社会科学部教授を務める。地域総合研究所を兼任し、地域研究にも携わる。

## 略歴
秋田県出身。東京学芸大学教育学部卒業、東京学芸大学大学院教育学研究科（ヨーロッパ史専攻）修士課程修了、立教大学大学院文学研究科史学専攻博士課程後期課程単位取得退学。ドイツ学術交流会(DAAD)奨学生として留学し，2000年ハンブルク大学にて博士号（Ph.D 歴史学）取得。2000年 - 2010年 茨城大学人文学部助教授。2010年 – 2011年 茨城大学人文学部 准教授、2012年 – 現在、茨城大学 人文社会科学部 教授。
ハンブルク・ヘルムート＝シュミット大学客員研究員（2007/08年および2017/18年）。

## 所属学会
- 日本西洋史学会
- ドイツ現代史学会
- 現代史研究会

## 著書

### 単著
- 『ドイツ「緑の党」史 価値保守主義・左派オルタナティブ・協同主義的市民社会』（吉田書店,2023年）

### 共著
- Dynamiken der Gewalt. Krieg im Spannungsfeld von Politik, Ideologie und Gesellschaft Paderborn 2015
- ドイツ連邦共和国における戦後システムと歴史認識 自由主義コンセンサスとポストフォーディズム 『戦後システムの転形 年報日本現代史 第20号』現代資料出版 2015
- 『文献解題西洋近現代史3 現代の欧米世界』南窓社 2011
- Grenz-und Landesschutz in der Weimarer Repbulik 1918-1933. Die geheime Aufrüstung und die deutsche Gesellschaft.Rombach 2002 ISBN 379309331X